# Чебеньківська сільська рада
Чебе́ньківська сільська рада (рос. Чебеньковский сельский совет) — сільське поселення у складі Оренбурзького району Оренбурзької області Росії.
Адміністративний центр — селище Чебеньки.

## Населення
Населення — 4726 осіб (2019; 4685 в 2010, 4374 у 2002).

## Склад
До складу сільської ради входять:
| Населений пункт  | Населення, осіб (2002) | Населення, осіб (2010) |
| ---------------- | ---------------------- | ---------------------- |
| Бакалка, селище  | 335                    | 380                    |
| Билинний, селище | 331                    | 257                    |
| Всходи, селище   | 193                    | 152                    |
| Чебеньки, селище | 3515                   | 3896                   |